# Fools Rush In (1997)
Fools Rush In is een Amerikaanse drama-komediefilm uit 1997 van Andy Tennant. Salma Hayek en Matthew Perry spelen de hoofdrollen. 
Het was de eerste grote filmrol van Matthew Perry, die grotendeels bekendheid genoot uit de serie Friends.
De titel betekent vrij vertaald "Dwazen maken haast". Tevens is het een verwijzing naar deze zin uit Can't Help Falling in Love (een nummer van Elvis Presley): Wisemen say only fools rush in, but I can't help falling in love with you. Het nummer wordt ook ten gehore gebracht aan het einde van film.
De tagline van de film is: What if finding the love of your life meant changing the life that you loved?

## Plot
De projectontwikkelaar Alex staat in een lounge te wachten als hij de knappe Isabel ontmoet. Ze komen onverwachts tot een gesprek over dat alles in het leven bepaald is en het lot niet te ontwijken valt, dat is het standpunt van Isabel. Van het een komt het ander en de twee beleven diezelfde avond een onenightstand. En Isabel vertrekt weer even vlug uit het leven van Alex.
Drie maanden later staat Isabel weer op de stoep bij Alex en meldt dat ze zwanger van hem is. De twee besluiten te trouwen in Las Vegas. De problemen raken daarna in een stroomversnelling als ze beiden met hun families in aanraking komen. De familie van Isabel is van het Spaanse rooms-katholieke geloof terwijl de ouders van Alex het Angelsaksische protestantse geloof onderhouden.
Door de problemen vertrouwt het jonge koppel elkaar steeds minder en leugens maken de relatie kapot, waardoor ze uit elkaar gaan vlak voor de geboorte. Maar dan zet Alex alles op alles om haar terug te vinden en heerst de vraag of hij op tijd is voor de geboorte van zijn kind.

## Rolverdeling
| Acteur             | Personage              |
| ------------------ | ---------------------- |
| Matthew Perry      | Alex Whitman           |
| Salma Hayek        | Isabel Fuentes-Whitman |
| Jon Tenney         | Jef                    |
| Carlos Gomez       | Chuy                   |
| Tomas Milian       | Tomas Fuentes          |
| Siobhan Fallon     | Lanie                  |
| John Bennett Perry | Richard Whitman        |
| Jill Clayburgh     | Nan Whitman            |

## Prijzen
- ALMA Award - nominatie voor beste actrice
- ALMA Award - nominatie voor beste film

Keep the Change (1992) · Desperate Choices: To Save My Child (1992) · The Amy Fisher Story (1993) · It Takes Two (1995) · Fools Rush In (1997) · Ever After (1998) · Anna and the King (1999) · Sweet Home Alabama (2002) · Hitch (2005) · Fool's Gold (2008) · The Bounty Hunter (2010) · Wild Oats (2016) · The Secret: Dare to Dream (2020) · Unit 234 (2024)